# Bestippelde strandvlo
De bestippelde strandvlo (Deshayesorchestia deshayesii) is een vlokreeftensoort uit de familie van de Talitridae. De wetenschappelijke naam van de soort is voor het eerst geldig gepubliceerd in 1826 door Audouin.